# KNM-WT 17400

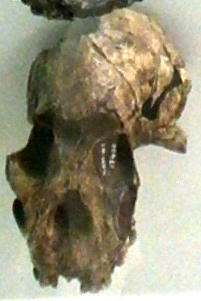
Copia dei frammenti di cranio di Paranthropus boisei - Museo di Storia Naturale di Milano

KNM-WT 17400 è un frammento fossile parziale del cranio di un ominide della specie Australopithecus boisei, datato a circa 1.77 milioni di anni fa, scoperto nel sito archeologico del Lago Turkana in Kenya, nel 1988.

## Descrizione
Il fossile, che comprende la mascella e gran parte della dentatura, ha una capacità cranica calcolata tra 390 e 400 cm³. L'esemplare corrisponde ad un individuo alla fine della giovinezza o ad un giovane adulto, poiché i terzi molari non sono completamente fuorisciti. Si pensa che il fossile appartenesse ad una femmina